# Stéphane Faure
Stéphane Faure est un ancien joueur puis entraîneur français de volley-ball né le 11 janvier 1957 à Paris. 
De 1979 à 1986, il fait partie de l'équipe de France (capitaine de 1979 à 1982), avec Alain Fabiani, Philippe Blain ou encore Laurent Tillie, qui se prépara sous forme de commando en vue du championnat du monde 1986 qui s'est déroulé en France.
Après avoir mis un terme à sa carrière de joueur il devient professeur d'EPS, puis Cadre Technique d'État ce qui l'amènera à travailler pour la Fédération Française de Volley Ball comme entraîneur national (senior A', France Jeunes, Beach Volley senior et jeune), entraîneur du Pôle France de Talence (Bordeaux), ainsi que responsable de la Détection Nationale (1995-2002). Il vit maintenant à Gradignan, près de Bordeaux.

## Clubs (joueur)
| Club             | Pays   | De        | À         |
| ---------------- | ------ | --------- | --------- |
| Messine          | France | 1969-1970 | 1974-1975 |
| Stade français   | France | 1975-1976 | 1976-1977 |
| Asnières sports  | France | 1977-1978 | 1982-1983 |
| Göteborg         | Suède  | 1983-1984 | 1983-1984 |
| Asnières sports  | France | 1984-1985 | 1984-1985 |
| Équipe de France | France | 1985-1986 | 1985-1986 |
| JSA Bordeaux     | France | 1986-1987 | 1989-1990 |

## Clubs (entraineur)
| Club | Pays | De  | À   |
| ---- | ---- | --- | --- |
| ...  | ...  | ... | ... |

## Palmarès (joueur)
- En Club
  - Vainqueur du Championnat de France : 1979 et 1980
  - Vainqueur de la Coupe de France : 1990

- En équipe de France
  - 1978 : Championnat du Monde (Italie) : 16e
  - 1979 : Championnat d'Europe (France) : 4e
  - 1981 : Championnat d'Europe (Allemagne) : 8e
  - 1982 : Championnat du Monde (Argentine) : 16e
  - 1985 : Coupe du Monde (Corée) : 2e
  - 1985 : Championnat d'Europe (Belgique) : 3e
  - 1986 : Championnat du Monde (France) : 6e
  - 1987 : Championnat d'Europe (Hollande) : 2e vice-champion

## Palmarès (entraîneur)
- En volley-ball
  - 2001 : Championnat d'Europe Jeune (Slovénie) : 3e bronze
  - 2001 : Championnat du Monde Jeune (Égypte) : 7e

- En beach-volley
  - 2003 : Championnat du Monde -21 ans (France) : 4e